# Vision complexe
Vision complexe est une expression provenant de notes rédigées par Bertolt Brecht à propos du théâtre et de l'opéra. 
L'expression est utilisée la première fois par Brecht dans ses notes sur son Opéra de quat'sous :

« Un certain exercice de vision complexe est nécessaire — bien qu'il soit peut-être plus important de pouvoir penser au-dessus du courant que de penser dans le courant. »

Brecht décrit une forme souhaitée d'activité du spectateur, dans laquelle le « flux » de l'action de la pièce ne capte pas entièrement l'attention du public, qui est au contraire divisé à l'intérieur et à l'extérieur. Cela fait partie des nombreuses tentatives de Brecht d'ouvrir de nouvelles possibilités critiques pour le théâtre, qui dans ce cas met l'accent sur un type de détachement d'expert de la part du spectateur. Poursuivant la citation ci-dessus :

« De plus, l'utilisation d'écrans impose et facilite un nouveau style de jeu d'acteur. Ce style de jeu est le style épique. En lisant les projections à l'écran, le spectateur adopte une attitude de "fumer et de regarder". Une telle attitude de sa part oblige à la fois à une performance meilleure et plus claire, car il est impossible d'emporter un homme qui fume et donc assez bien occupé de lui-même. Par ces moyens, on aurait bientôt un théâtre plein d'experts, tout comme on a des arènes sportives pleines d'experts. [...] Malheureusement, il est à craindre que les titres et les autorisations de fumer ne suffisent pas à eux seuls à conduire le public à une utilisation plus fructueuse du théâtre. »

Une source majeure sur le concept de « vision complexe » sont les écrits de Raymond Williams, notamment dans « The Achievement of Brecht », publié en 1961 dans Critical Quarterly, ainsi que les chapitres pertinents de Modern Tragedy (1966) et Drama From Ibsen to Brecht (1968). Williams développe l'idée d'une vision complexe loin de la discussion de Brecht sur le public et plutôt vers les pièces de théâtre. La vision complexe de Williams s'écarte de la métaphore de Brecht du « dessus » et du « dedans » d'un flux d'action vers un type de vision double qui présente des contradictions dans la vie sociale sans chercher à les résoudre.